# Eine kleine Nachtmusik
Eine kleine Nachtmusik (Serenade No. 13 til strygeorkester i G-dur), K. 525, er en komposition fra 1787 til et kammerensemble skrevet af Wolfgang Amadeus Mozart. Titlen betyder "en lille serenade", selvom den ofte bliver gengivet som betydende "en lille natmusik" Værket er skrevet til to violiner, bratsch, cello og kontrabas, men bliver ofte opført af strengeorkestre. Værket blev ikke udgivet før 1827, længe efter Mozarts død, af Johann André.